# Triphosa consona
Triphosa consona är en fjärilsart som beskrevs av Louis Beethoven Prout 1926. Triphosa consona ingår i släktet Triphosa och familjen mätare. Inga underarter finns listade i Catalogue of Life.